# Lijst van gouverneurs van Antwerpen
Dit is een lijst van gouverneurs van de provincie Antwerpen.

## Franse Republiek(1792-1804)/Franse Keizerrijk(1804-1814)
Tussen 1800-1814, Franse tijd in België, consulaat en keizerrijk, stonden prefecten aan het hoofd van het departement Twee Neten:
| Nr. | Perfect | Perfect                                             | Ambtstermijn | Ambtstermijn |
| --- | ------- | --------------------------------------------------- | ------------ | ------------ |
| 1   |         | Charles Joseph Fortuné d'Herbouville                | 1800         | 1805         |
| 2   |         | Charles Cochon de Lapparent                         | 1805         | 1809         |
| 3   |         | Marc-René de Voyer de Paulmy d'Argenson (1771-1842) | 1809         | 1812         |
| 4   |         | Jacques-Fortunat Savoye-Rollin                      | 1812         | 1814         |

## Generaal-gouvernement(1814-1815)
Tussen 1814-1815 stond er voorlopig een intendant aan het hoofd van de provincie.
| Nr. | Intendant | Intendant                                   | Ambtstermijn  | Ambtstermijn   |
| --- | --------- | ------------------------------------------- | ------------- | -------------- |
| 1   |           | François Louis Joseph de Wargny (1750-1816) | februari 1814 | september 1815 |

## Verenigd Koninkrijk der Nederlanden(1815-1830)
| Nr. | Gouverneur | Gouverneur                                          | Ambtstermijn | Ambtstermijn |
| --- | ---------- | --------------------------------------------------- | ------------ | ------------ |
| 1   |            | Karel Lodewijk van Keverberg van Kessel (1768-1841) | 1815         | 1817         |
| 2   |            | Pierre Joseph Pycke (1771-1820)                     | 1817         | 1820         |
| 3   |            | Leonard du Bus de Gisignies (1780-1849)             | 1820         | 1823         |
| 4   |            | André Charles Membrede (1758-1831)                  | 1823         | 1828         |
| 5   |            | Edmond de la Coste (1788-1870)                      | 1828         | 1829         |
| 6   |            | Alexandre François van der Fosse (1769-1840)        | 1830         | 1830         |

## Koninkrijk België(1830-heden)

### Lijst
| Nr.   | Gouverneur | Gouverneur                                  | Ambtstermijn | Ambtstermijn | Partij | Partij                            |
| ----- | ---------- | ------------------------------------------- | ------------ | ------------ | ------ | --------------------------------- |
| 1     |            | François de Robiano (1778-1836)             | 1830         | 1831         |        | Katholieken                       |
| [ 1 ] |            | Jean-François Tielemans (1799-1888)         | 1831         | 1831         |        | Liberalen                         |
| 2     |            | Charles Rogier (1800-1885)                  | 1831         | 1832         |        | Liberalen                         |
| [ 1 ] |            | Egidius van Trier de Tiège (1755-1833)      | 1832         | 1833         |        | Onafhankelijk                     |
| [ 1 ] |            | Théodore Teichmann (1788-1867)              | 1833         | 1834         |        | Katholieken                       |
| (2)   |            | Charles Rogier (1800-1885)                  | 1834         | 1840         |        | Liberalen                         |
| [ 1 ] |            | Louis de Vinck (1784-1858)                  | 1840         | 1840         |        | Katholieken                       |
| 3     |            | Henri de Brouckère (1801-1891)              | 1840         | 1844         |        | Liberalen                         |
| 4     |            | Jules Malou (1810-1886)                     | 1844         | 1845         |        | Katholieken                       |
| [ 1 ] |            | Louis de Vinck (1784-1858)                  | 1845         | 1845         |        | Katholieken                       |
| 5     |            | Théodore Teichmann (1788-1867)              | 1845         | 1862         |        | Katholieken                       |
| 6     |            | Edward Pycke d'Ideghem (1807-1892)          | 1862         | 1887         |        | Liberale Partij                   |
| 7     |            | Charles du Bois de Vroylande (1835-1888)    | 1887         | 1888         |        | Katholieke Partij                 |
| [ 1 ] |            | August Reypens (1842-1902)                  | 1888         | 1889         |        | Katholieke Partij                 |
| 8     |            | Edward Osy de Zegwaart (1832-1900)          | 1889         | 1900         |        | Meetingpartij                     |
| [ 1 ] |            | August Reypens (1842-1902)                  | 1900         | 1900         |        | Katholieke Partij                 |
| 9     |            | Frédégand Cogels (1850-1932)                | 1900         | 1907         |        | Meetingpartij                     |
| [ 1 ] |            | Justijn Peeters (1832-1925)                 | 1907         | 1907         |        | Meetingpartij                     |
| 10    |            | Louis de Brouchoven de Bergeyck (1871-1938) | 1907         | 1908         |        | Katholieke Partij                 |
| 11    |            | Ferdinand de Baillet-Latour (1850-1925)     | 1908         | 1912         |        | Katholieke Partij                 |
| 12    |            | Gaston van de Werve de Schilde (1867-1923)  | 1912         | 1923         |        | Katholieke Partij                 |
| [ 1 ] |            | Anatole de Cock de Rameyen (1867-1932)      | 1923         | 1923         |        | Katholieke Partij/Katholieke Unie |
| 13    |            | Georges Holvoet (1874-1967)                 | 1923         | 1945         |        | Katholieke Unie                   |
| [ 2 ] |            | Jan Grauls (1887-1960)                      | 1940         | 1942         |        | VNV                               |
| [ 2 ] |            | Arthur Heylen (1898-1972)                   | 1942         | 1942         |        | VNV                               |
| [ 2 ] |            | Frans Wildiers (1905-1986)                  | 1942         | 1944         |        | VNV                               |
| [ 1 ] |            | Louis Clerckx (1893-1945)                   | 1944         | 1945         |        | CVP                               |
| [ 1 ] |            | Gustaaf Van der Linden (1881-1955)          | 1945         | 1946         |        | CVP                               |
| 14    |            | Richard Declerck (1899-1986)                | 1946         | 1966         |        | BSP                               |
| 15    |            | Andries Kinsbergen (1926-2016)              | 1967         | 1993         |        | Liberale Partij/PVV               |
| 16    |            | Camille Paulus (1943)                       | 1993         | 2008         |        | PVV/VLD                           |
| 17    |            | Cathy Berx (1969)                           | 2008         | heden        |        | CD&V                              |